# Jan August Moberg
Jan August "Janne" Moberg, född 17 april 1860 i Hörby socken, död 24 maj 1942 i Halmstad, var en svensk konstnär.
Jan August Moberg var son till lantbrukaren Åke Moberg och Hanna Nilsdotter. Familjen flyttade vid mitten av 1870-talet till Stora Böslid i Eldsberga socken och några år därefter startade de Halmstads första mejeri, Östra mejeriet. Janne Mobergs morbror var riksspelmannen Lindbäck och han var själv en skicklig fiolspelare. 1883 vann han inträde vid konstakademin med ambitionen att bli porträttmålare. Redan efter en kort tid började han tvivla på framtiden för porträttmålare, och avbröt efter nio månader sina studier. Janne Moberg vistades därefter en tid i Tyskland och Frankrike, innan han 1897 slog sig ned i Köpenhamn. Därifrån flyttade han kort därefter till Malmö. 1919 flyttade han tillbaka till Malmö. Janne Moberg fortsatte dock att måla vid sidan om, han ägnade sig främst åt dekorationsmåleri, främst av inredningar, men målade även porträtt. Han är bland annat representerad på Malmö konstmuseum.